# Liste de personnalités figurant sur les timbres d'Ukraine
Cette page se limite aux timbres-poste mis en circulation par Ukrposhta depuis 1992.
Les timbres sont indiqués dans l'ordre des numéros de série des signes de paiement postaux ukrainiens selon le catalogue Ukrposhta. La grande majorité des timbres a été imprimée par l'entreprise publique Ukraine Printing Plant.
L'unité monétaire de la valeur faciale varie avec la comparaison entre la date d'émission par rapport à la réforme monétaire : L'unité des timbres émis avant est le Karbovanets (krb), celle des timbres émis après est le Hryvnia (UAH).
Le statut peut aussi changer quand les timbres portent des coupons.
Au lieu de la valeur faciale, certains timbres ont une lettre faciale. Elle correspond au tarif d'envoi de correspondance spécifié à l'avance par Ukrposhta. Elle équivaut également à un montant en hryvnias ou en dollars américains, le coût de vente de ces derniers étant calculé au taux de change de la NBU.
Outre le numéro du timbre dans le catalogue Ukrposhta, son image et sa dénomination, la liste fournit une brève description, la date d'émission, le tirage et le concepteur.

## Liste chronologique

### 2022-2023-2024
Haut de page

### Equivalence entre Lettre faciale et valeur financière (2025)
Haut de page